# Joanna Szczepanowska
Joanna Bogumiła Szczepanowska (ur. 27 marca 1958) – polska biochemiczka.

## Życiorys
Joanna Szczepanowska w 1983 ukończyła studia biologiczne na Uniwersytecie Warszawskim. W 1994 uzyskała w Instytucie Biologii Doświadczalnej im. Marcelego Nenckiego Polskiej Akademii Nauk stopień doktora nauk biologicznych w specjalności biochemia na podstawie napisanej pod kierunkiem Anny Jakubiec-Puka dysertacji Adaptacja miozyny i aktyny mięśnia szkieletowego do zmian unerwienia i czynności. W 2019 otrzymała tytuł profesora nauk biologicznych.
Od 1983 zawodowo związana z Instytutem Biologii Doświadczalnej PAN, gdzie pracuje na stanowisku profesora w Pracowni Bioenergetyki i Błon Biologicznych. Od 1995 do 2000 odbywała staż naukowy w Narodowym Instytucie Zdrowia w Bethesdzie.
Wśród wypromowanych przez nią doktorów znaleźli się: Jarosław Walczak (2016) i Karolina Gregorczyk-Zboroch (2017).
Od 2012 wiceprezeska Fundacji Marcelego Nenckiego Wspierania Nauk Biologicznych. Członkini warszawskiego oddziału Polskiego Towarzystwa Biochemicznego.
Odznaczona Srebrnym (2008) oraz Złotym (2018) Krzyżem Zasługi.